# 687 Tinette
687 Tinette è un asteroide della fascia principale. Scoperto nel 1909, presenta un'orbita caratterizzata da un semiasse maggiore pari a 2,7257838 UA e da un'eccentricità di 0,2711565, inclinata di 14,85359° rispetto all'eclittica.
L'origine del suo nome è sconosciuta.